# Thomas Kim Hoder
Thomas Kim Hoder (født 27. februar 1958, død 30. oktober 2023) var en dansk skuespiller.
Hoder var uddannet fra Skuespillerskolen ved Odense Teater i 1985. 

## Filmografi
- Ett paradis utan biljard (1991)
- De nøgne træer (1991)
- Min fynske barndom (1994)
- Drømmen (2006)
- Forbrydelsen (episode 16, 2007)